# 野島廣司
野島 廣司（のじま ひろし、1951年〈昭和26年〉1月12日 - ）は、日本の実業家。株式会社ノジマ社長。
アイ・ティー・エックス株式会社社長、株式会社スルガ銀行副会長を務めた。

## 人物
神奈川県相模原市出身。中央大学附属高等学校を経て、1973年（昭和48年）3月中央大学商学部卒業。
父親はもともと会社員だったが、野島が大学生の頃に脱サラをして電気店を始めた人物。店で忙しい親にかまってもらえなかったため「幼い時は電器屋が嫌いだった」という。大学卒業後に親の運営する野島電気商会に入社した。
自身がオーディオ好きだったこともあり、親に頼んでコンポーネントオーディオ専門の売場を新設。当時の社長だった母は「こんな田舎でオーディオが売れるわけがない」と渋られたが、5年後に単品コンポの売上が神奈川県でトップクラスになった。
趣味は、読書、ゴルフ。
弟・野島隆久はノジマの経営を巡り対立し、独立してピーシーデポコーポレーションを創業した。ノジマ副社長の野島亮司は息子。

## 経歴
- 1973年（昭和48年）4月 有限会社野島電気商会（現：株式会社ノジマ）入社。
- 1978年（昭和53年）8月 取締役。
- 1991年（平成3年）1月 専務取締役。
- 1994年（平成6年）7月 代表取締役社長。
- 1995年（平成7年）6月 株式会社テレマックス代表取締役社長。
- 2000年（平成12年）2月 ソロン株式会社代表取締役。
- 2002年（平成14年）5月 株式会社ノジマCEO兼執行役員管理統括本部長。
- 2002年（平成14年）6月 株式会社ブロードバンド・ジャパン代表取締役社長。
- 2003年（平成15年）6月 株式会社ノジマ取締役兼代表執行役社長CEO兼管理統括本部長。
- 2005年（平成17年）5月 取締役兼代表執行役社長。
- 2005年（平成17年）6月 株式会社イーネット・ジャパン取締役。
- 2006年（平成18年）4月 株式会社ノジマ取締役兼代表執行役会長CEO。
- 2006年（平成18年）5月 株式会社WAVE取締役。
- 2006年（平成18年）9月 有限会社プロフィット代表取締役。
- 2006年（平成18年）10月 四国新電電株式会社代表取締役。
- 2007年（平成19年）4月 株式会社ノジマ取締役兼代表執行役会長(CEO)兼管理本部長。
- 2007年（平成19年）6月 取締役兼代表執行役会長兼社長[7]。
- 2017年（平成29年）4月 アイ・ティー・エックス株式会社代表取締役社長[8]、ニフティ株式会社取締役[9]。
- 2020年（令和2年）6月 スルガ銀行株式会社取締役副会長（社外）[10]
- 2021年（令和3年）5月 アイ・ティー・エックス株式会社取締役相談役[9]
- 2021年（令和3年）10月 ITXコミュニケーションズ株式会社取締役相談役[9]
- 2023年（令和5年）1月 株式会社マネースクエアHD取締役[9]
- 2023年（令和5年）5月 コネクシオ株式会社取締役[9]。

## 野島記念Business Award
- 中央大学が主催する「ビジネスコンテスト」。野島廣司社長の「ビジネス界で活躍する人が増えてほしい」という想いと篤志を受け2007年（平成19年）から実施している[4]。

## テレビ番組
- 日経スペシャル カンブリア宮殿 唯一無二！感動接客でリピーター続出！ お家騒動を乗り越えた家電チェーンの舞台裏（2021年2月18日、テレビ東京）- ノジマ社長 野島廣司出演[11]。

## 書籍

### 著書
- 『失敗のすすめ 「教える」だけでは人も企業も育たない』（2011年10月1日、ダイヤモンド社）ISBN 9784478090213
- 『将来を本気で考える君へ 人生100年時代の就活相談』（2024年2月28日、ダイヤモンド社）ISBN 9784478090916